# San Norberto
San Norberto, även benämnd San Norberto all'Esquilino, var en kyrkobyggnad i Rom, helgad åt den helige Norbert av Xanten. Kyrkan var belägen vid dagens Via Agostino Depretis i Rione Monti.

## Bakgrund
År 1120 grundade Norbert av Xanten Premonstratensorden, även kallad norbertiner, som initialt verkade bland venderna i norra Europa. Orden följer augustinregeln.

## Kyrkans historia
Första kyrkan på denna plats uppfördes under påve Urban VIII:s pontifikat (1623–1644). Det intilliggande klostret var Premonstratensordens högkvarter i Rom. Under 1700-talet genomfördes en genomgripande ombyggnad av kyrkan. År 1833 övertogs klostret av Suore di Nostra Signora del Rifugio in Monte Calvario, en kongregation, grundad av Virginia Centurione Bracelli år 1631.
Klostret och kyrkan exproprierades av italienska staten år 1873 och revs senare. Systrarna huserar numera vid Santa Maria Addolorata all'Esquilino.
Kyrkans portal hade en relief föreställande den helige Norbert, flankerad av två putti. Den enskeppiga interiören hade ett högaltare och två sidoaltare. Över högaltaret stod skulpturen Jungfru Maria uppenbarar sig för den helige Norbert. I absiden fanns två målningar: Den helige Augustinus överlämnar ordensregeln åt den helige Norbert och Den helige Norberts omvändelse. Sidoaltarna hade målningar av Stefano Pozzi (1699–1768), elev till Agostino Masucci (1692–1758).